# レムブルーフ
レムブルーフ (ドイツ語: Lembruch) は、ドイツ連邦共和国ニーダーザクセン州ディープホルツ郡の町村（以下、本項では便宜上「町」と記述する）である。この町は州認定のハイキング地である。

## 地理

### 位置
レムブルーフは、オスナブリュックとブレーメンとの間、デュンマー自然公園内にあり、デュンマー湖東岸に面している。この町は、レムフェルデに行政機関を置いているザムトゲマインデ・アルテス・アムト・レムフェルデに属している。

## 歴史
13世紀、ディープホルツ家の所領の南の境界の城がレムブルーフにあった。城は、主権の拡大によりレムフェルデに移されたのだが、レムフェルデ城の建設にあたって、不要となったレムブルーフ城 („Castrum Lewenbrock“) の資材が転用された。1305年にはまだレムブルーフ城が記録されているが、その後城の全ての遺構が取り壊された。

## 行政

### 議会
レムブルーフの町議会は11議席からなる。

### 首長
名誉職の町長マルガレーテ・シュリックは2006年からこの職にある。

## 文化と見所

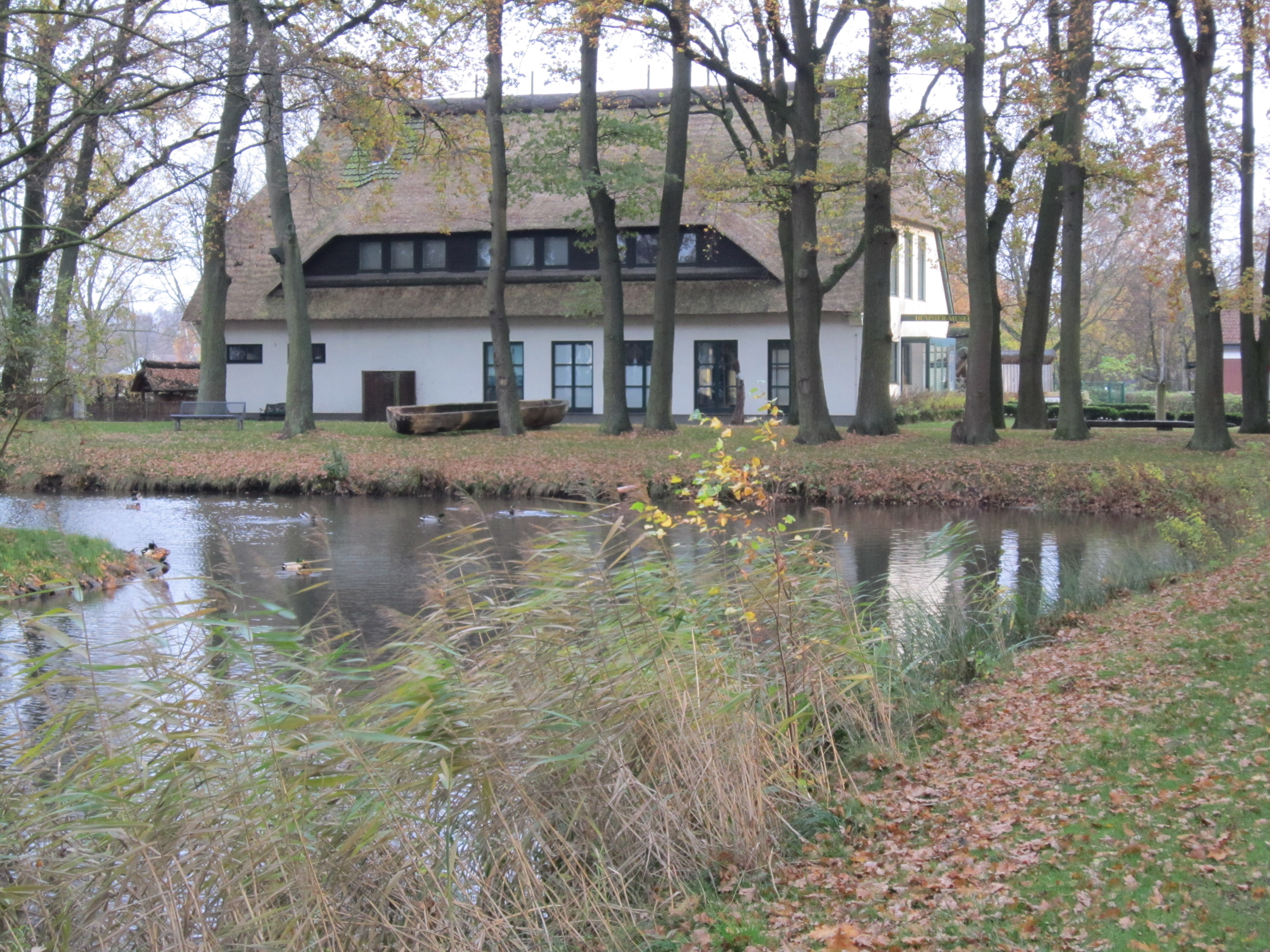
デュンマー博物館

### 建築
レムブルーフの建造文化財リストには8件が登録されている。

### 博物館
デュンマー博物館は2003年に開館した。「ランドスケープ開発」、「動植物の世界」、「石器時代の集落」といったテーマでマルチメディアを使った常設展示が行われている。

### 公共スペースの芸術作品
- レムブルーフの景観には、郡貯蓄銀行前に設置された彫刻家カール＝ハインツ・フリードリヒの2つの芸術作品が寄与している。1つはブロンズ製で「フィッシュオッター」（直訳「カワウソ」）というタイトルがつけられている。
- デュンマー博物館前に、インカ・ウツォーマのブロンズ・インスタレーション「ゼーゲル」（直訳:「帆」）が設置されている。この作品の前が彫刻の径「ディー・ジヒト」の終点である[3][4]。
- 前述の彫刻の径に続いて「ゼー・ジヒト」がある。この径は、デュンマー湖南東角のヒューデ内を終点としている[5]。

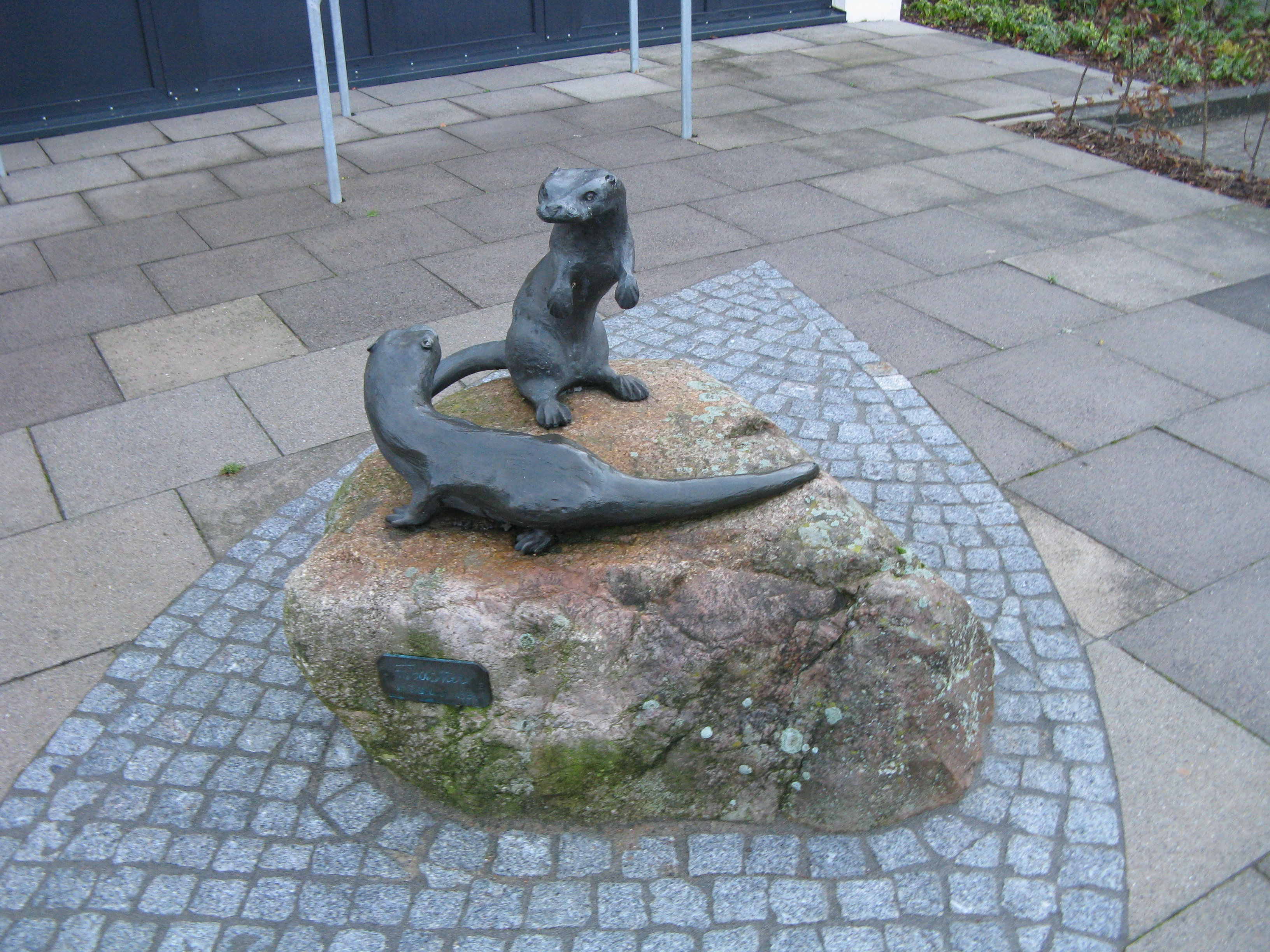
「フィッシュオッター」
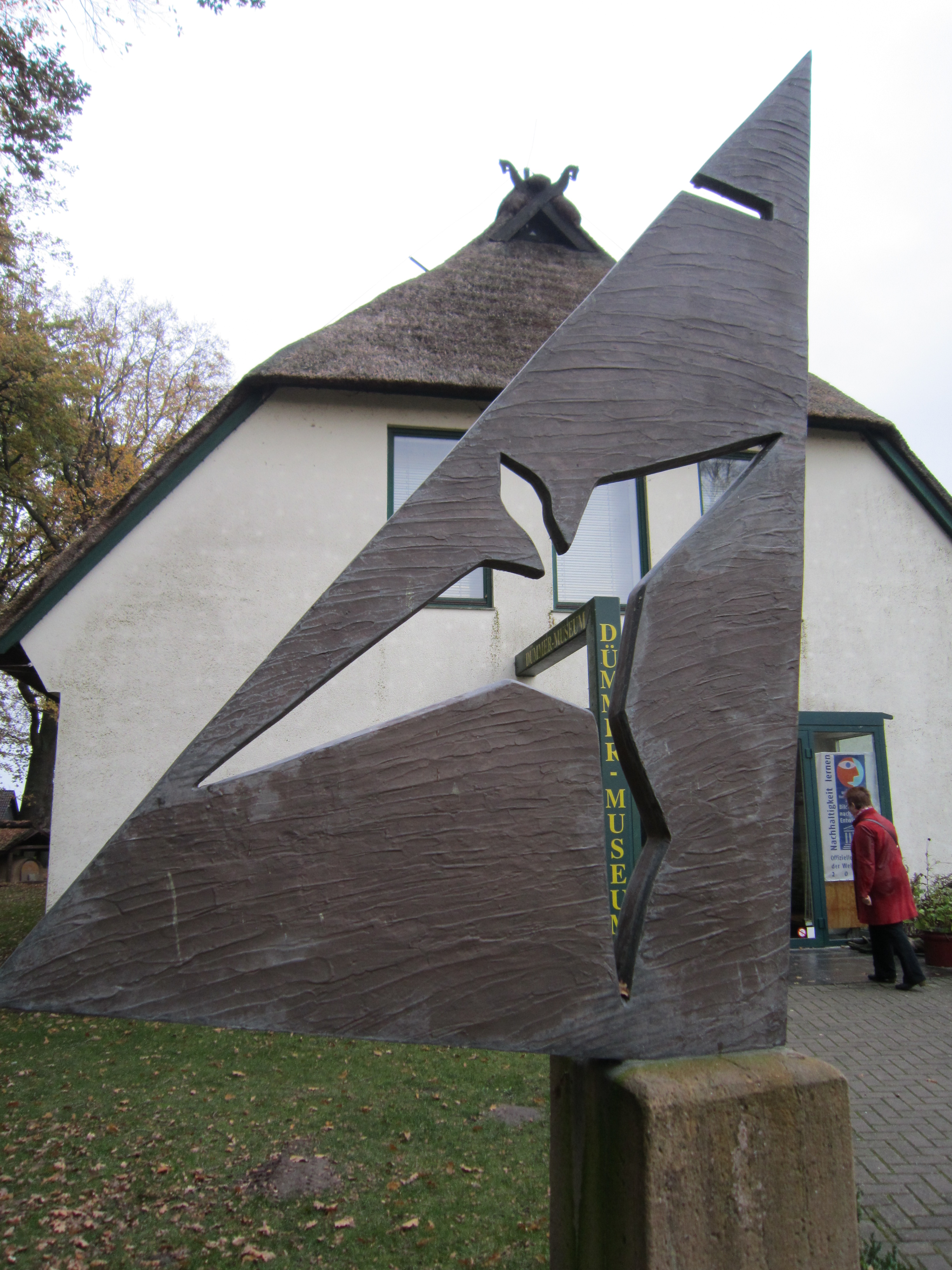
「ゼーゲル」
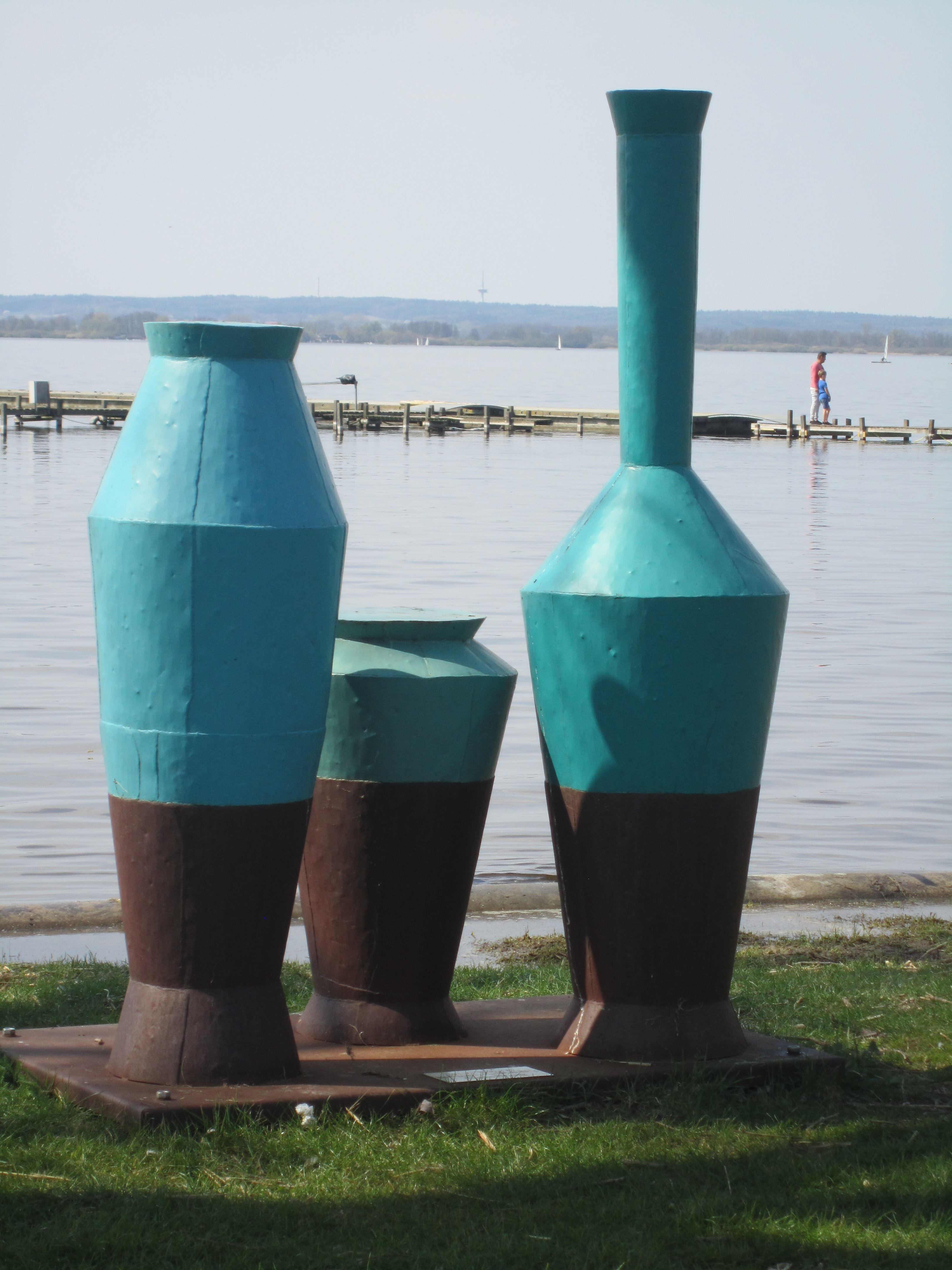
「ゼー・ジヒト」に設置されたヴィリー・ヴァイナー作の「レーゲンフェンガー」（直訳: 雨受け）

### 年中行事
毎年8月の最終週末に大きなイベント「デア・デュンマー・ブレント」（直訳: デュンマー湖を燃やす）が開催される。このイベントはヒューデと1年ごとに交互に開催され、レムブルーフでは偶数年に開催される。土曜日の夜には、湖の真上で大規模な花火の打ち上げが行われる。
町のカーニバルクラブは、年に1度ダンメのカーニバル・パレードに参加している。

## 経済と社会資本
1950年代の堤防工事完了後（1952年）から観光ブームが始まった。1948年にはすでに、グラヴィーデ川の河口沿いに印象的な萱葺き屋根の「時計付きの小塔」とボート用の桟橋があった。1957年に、この地域の「ハイマーシュッツシュティール」（直訳: 故郷保護様式）による大きな切妻造りの「ホテル・シュトラントルスト」が建設された。多くの改築を受けたにもかかわらず、その特徴は現在もはっきりと見ることができる。旧ボート港には1966年にクレーンが、1974年にシートパイリングの壁が設けられた。しかしその間にボート港「ゼーブリック」（ヨット学校の向かい）が拡張された。経済的には、デュンマー湖に関して最も重要なのは観光業であるが、造船所や魚の燻製工場も重要である。

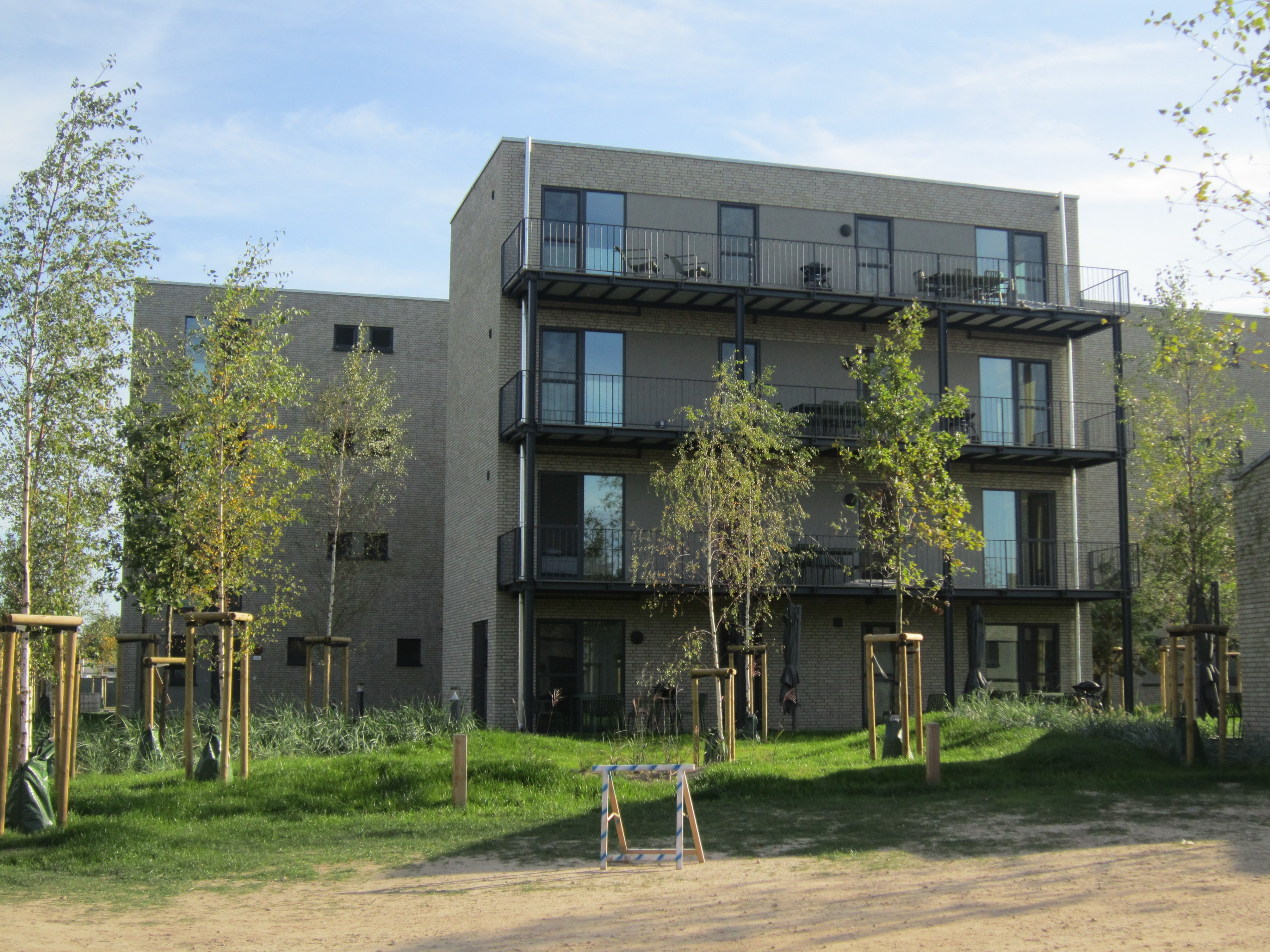
マリッサ＝パルクの完成した住居棟

レムブルーフ南部のデュンマー湖畔の476棟の住宅・別荘地「マリッサ＝パルク」の建設は観光業界に強いインパクトを与えた。建設中のホリデーパークはかつてのショッデンホーフの敷地 18 ヘクタールに渡って広がっている。この施設は2021年に完成予定である。

### 交通
近郊保養地デュンマー湖へのアクセスに便利な鉄道ヴァネ＝アイケル - ハンブルク線のレムブルーフ駅は1984年まで定期的に旅客列車が発着していた。この駅は現在、完全な貨物駅となっている。町の東側すぐ近くを連邦道 B51号線（ディープホルツ - オスナブリュック）が通っている。